# Albert Luque
Albert Luque Martos, španski nogometaš, * 11. marec 1978, Terrassa, Španija.
Sodeloval je na nogometnemu delu poletnih olimpijskih iger leta 2000.